# مثمن (اقتصاد)
المثمّن (بالإنجليزية:appraiser) هو شخص يقوم بتثمين ملك، وقد يكون الملك عقار أو مصاغا أو غيرها. وفي إنجلترا تكون مهمة المثمن مقترنة بعمل الدلال auctioneer، ويكون له تدريبا خاصا بحيث يستطيع تقييم ثمن شيء أو ملك.
وتستخدم هذه الكلمة في الولايات المتحدة الأمريكية عادة لمثمن العقارات، وهو يزاول المهنة بترخيص من الحكومة بعد أن يثبت أنه مستوف جميع الشروط، ويوكل من قبل المحاكم أو المصالح العمومية لتحديد قيمة الملك (لتحديد ضريبتها مثلا) أو قيمة البضائع المستوردة بغرض تحديد الرسوم الجمركية المستحقة عليها.

## اقرأ أيضا
- تثمين
- تخصيص الأموال
- حجم الأعمال (اقتصاد)